# Ла-Малагета (пляж)
Ла-Малаге́та (исп. Playa de La Malagueta) — популярный городской пляж в центре курортной Малаги с тёмным песком. Получил название по одноимённому городскому кварталу. Хорошо оборудованный пляж находится между Малагским портом и пляжем Ла-Калета. Имеет длину 1200 м и ширину в среднем 45 м.